# كليف جورمان
كليف جورمان (بالإنجليزية: Cliff Gorman)‏ (و. 1936 – 2002 م) هو ممثل تلفزيوني، وممثل أفلام، وممثل، وممثل مسرحي من الولايات المتحدة الأمريكية. ولد في كوينز.
توفي في مانهاتن، عن عمر يناهز 66 عاماً. بسبب ابيضاض الدم.

## جوائز وترشيحات
حصل على جوائز منها:
- جائزة توني لأفضل ممثل في مسرحية  [لغات أخرى]‏ (1972).

ترشح لـ:
- جائزة توني لأفضل ممثل في مسرحية  [لغات أخرى]‏ (1978).

## وصلات خارجية
- كليف جورمان على موقع IMDb (الإنجليزية)
- كليف جورمان على موقع قاعدة بيانات الأفلام العربية
- كليف جورمان على موقع ألو سيني (الفرنسية)
- كليف جورمان على موقع أول موفي (الإنجليزية)
- كليف جورمان على موقع قاعدة بيانات برودواي على الإنترنت (الإنجليزية)
- كليف جورمان على موقع قاعدة بيانات الأفلام السويدية (السويدية)
- كليف جورمان على موقع إن إن دي بي (الإنجليزية)
- كليف جورمان على موقع ديسكوغز (الإنجليزية)
- كليف جورمان على موقع قاعدة بيانات الفيلم (الإنجليزية)
- كليف جورمان على موقع كينوبويسك (الروسية)